# 中正號船塢登陸艦 (二代)
中正號船塢登陸艦（LSD-191）是中華民國海軍的船塢登陸艦。 本艦於美國海軍服役時的艦名為康斯托克（Comstock, LSD-19）。
康斯托克號（LSD-19）於美國海軍退役時其狀況良好，而免遭報廢，並移交給中華民國海軍使用。中華民國海軍接收後便將美國海軍康斯托克號（LSD-19）取代之前使用的中正號(原為美國海軍懷特沼澤號（LSD-8）)，並更名為東海號，後來又改名為中正號（LSD-191） – 與前懷特馬什號使用相同的中文艦名及船體編號。中正號以蔣介石總統的正式名稱命名，中正號的前部四門40 毫米博福斯炮在後被海叢林導彈發射器取代，而後者在服役後期又被Mk15 密集陣CIWS 所取代。
本艦原定於 2012 年 7 月從中華民國海軍退役，最終於 2015 年 6 月 30 日在台灣西南海岸作為人工魚礁沉沒。